# Olsvenne 2
Olsvenne 2 är ett vindkraftverk, som invigdes i juni 2004 på Näsudden, Gotland.
Med en totalhöjd på 125 meter och en rotordiameter på 90 meter är det Sveriges största vindkraftverk.  
Olsvenne 2 har samma effekt, 3 000 kW, som föregångaren Näsudden 2, men har 10 meter större rotordiameter och väger bara hälften så mycket.
Kraftverket producerar åtta miljoner kWh per år, vilket räcker till 400 eluppvärmda villor.
Vindkraftverk ute till havs måste till exempel tåla salt, fukt och hårda vindar.
Vindkraftverket är byggt med material, komponenter och oljor som tål långa underhållsintervaller och därför lämpligt att användas till havs. Med kameror och mikrofoner kan det övervakas från kontrollrum i land. Därmed kan antalet inspektionsbesök på plats minskas.
Olsvenne 2 har utvecklats i samarbete mellan Vattenfall och den danska vindkraftbyggaren Vestas.